# Ari Behn

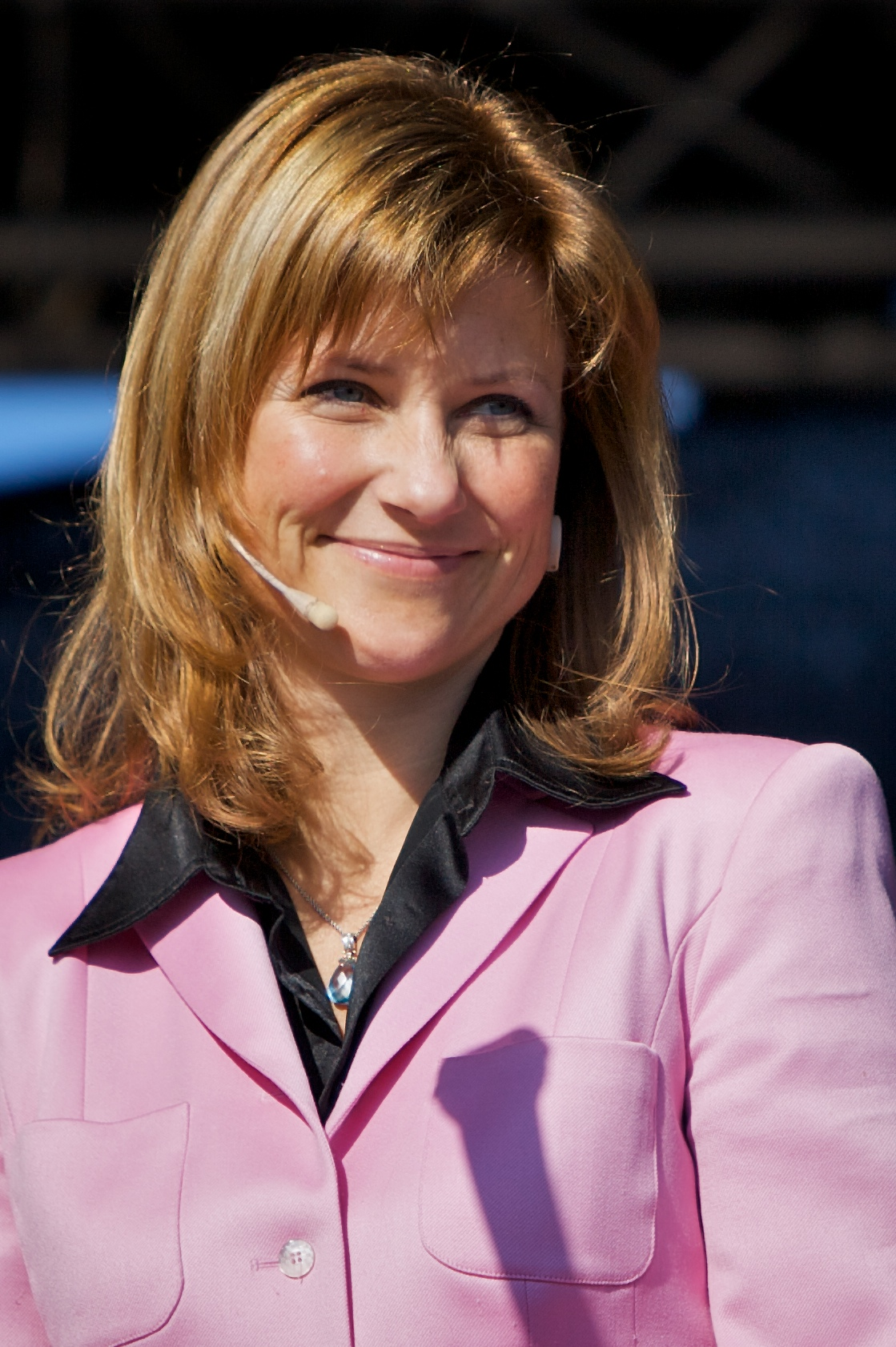
Felesége: Márta Lujza norvég hercegnő

Ari Behn (Aarhus, 1972. szeptember 30. – Lommedalen, 2019. december 25.) norvég író, aki 2002-ben beházasodott a királyi családba, de 2016-tól külön élt feleségétől.

## Élete
Ari Behn 1972. szeptember 30-án született Aarhus városában, Dániában. Foglalkozása író. Szülei: Olav Bjørshol (sz. 1952) és Marianne Solberg (sz. 1953), 1973-ban esküdtek, de kilenc év múlva elváltak. Ari Behn eredeti családneve Bjørshol, 1996-ban változtatta meg a nevét. Felesége: Márta Lujza norvég hercegnő, akivel 2002. május 24-én házasodtak össze Trondheimben, a Nidarosi katedrálisban. 
Három lányuk született: 
- Maud Angelica Behn
- Leah Isadora Behn
- Emma Tallulah Behn

2016-tól feleségétől külön élt és a válási procedúra közepette töltötte mindennapjait. 2019. december 25-én öngyilkos lett.

## Művei
- Trist som faen. Fortellinger (magyarul: Rohadt szomorú) (1999), novelláskötet
- Fra hjerte til hjerte (2003), Márta Lujza norvég hercegnővel együtt
- Bakgård (2004), regény
- Entusiasme og raseri (2006), regény
- Vivian Seving etc. (2009), regény
- Talent for lykke (2011)

### Magyarul
- Rohadt szomorú; ford., ill. Kovács Katáng Ferenc; Nagyvilág, Bp., 2007